# Barbara Nichols
Barbara Nichols, all'anagrafe Barbara Marie Nickerauer (New York, 10 dicembre 1928 – Hollywood, 5 ottobre 1976), è stata un'attrice statunitense.

## Biografia
Cresciuta nel Queens, a New York, Nichols iniziò la carriera artistica come modella alla fine degli anni quaranta, quindi approdò a Broadway, dove apparve nel revival del musical Pal Joey (1952) e in Let It Ride (1961). Verso la metà degli anni cinquanta si trasferì a Hollywood e ottenne numerosi ruoli di supporto in film come Un re per quattro regine (1956) con Clark Gable, Il nudo e il morto (1958), tratto dall'omonimo romanzo di Norman Mailer, Il giuoco del pigiama (1957), accanto a Doris Day, Piombo rovente (1958), accanto a Burt Lancaster e Tony Curtis, Quel tipo di donna (1959), La spiaggia del desiderio (1960). Bionda e appariscente, considerata una rivale minore di Marilyn Monroe, ebbe pochi ruoli da protagonista, uno dei quali fu nel film di fantascienza Agente spaziale K-1 (1965), al fianco di George Nader. 
Nichols apparve come guest star in molte serie televisive, tra cui Ai confini della realtà, Gli intoccabili, The Travels of Jaimie McPheeters, Going My Way, Batman, Hawaii Squadra Cinque Zero, La fattoria dei giorni felici e The Beverly Hillbillies. La sua ultima apparizione sul grande schermo fu nel film Won Ton Ton, il cane che salvò Hollywood (1976). Nichols morì il 5 ottobre 1976, all'età di 47 anni, per insufficienza epatica a causa di complicazioni alla milza e al fegato conseguenti a un incidente automobilistico occorsole molti anni prima. Venne sepolta al Pinelawn Memorial Park a Farmingdale, New York.

## Filmografia

### Cinema
- La magnifica preda (River of No Return), regia di Otto Preminger (1954)
- Il tesoro dei corsari (Manfish), regia di W. Lee Wilder (1956)
- Incontro sotto la pioggia (Miracle in the Rain), regia di Rudolph Maté (1956)
- L'alibi era perfetto (Beyond a Reasonable Doubt), regia di Fritz Lang (1956)
- L'uomo dalla forza bruta (The Wild Partner), regia di Harry Horner (1956)
- Un re per quattro regine (The King and Four Queens), regia di Raoul Walsh (1956)
- Il giuoco del pigiama (The Pajama Game), regia di George Abbott e Stanley Donen (1957)
- Pal Joey, regia di George Sidney (1957)
- Piombo rovente (Sweet Smell of Success), regia di Alexander Mackendrick (1957)
- Il nudo e il morto (The Naked and the Dead), regia di Raoul Walsh (1958)
- Un pugno di polvere (The North Frederick), regia di Philip Dunne (1958)
- Ossessione di donna (Woman Obsessed), regia di Henry Hathaway (1959)
- Quel tipo di donna (That Kind of Woman), regia di Sidney Lumet (1959)
- Chi era quella signora? (Who Was That Lady?), regia di George Sidney (1960)
- La spiaggia del desiderio (Where the Boys Are), regia di Henry Levin (1960)
- Testa o croce (The George Raft Story), regia di Joseph M. Newman (1961)
- Rivolta al braccio d (House of Women), regia di Walter Doniger (1962)
- In cerca d'amore (Looking for Love), regia di Don Weis (1964)
- Pazzi, pupe e pillole (The Disorderly Orderly), regia di Frank Tashlin (1964)
- Tre donne per uno scapolo (Dear Heart), regia di Delbert Mann (1964)
- Agente spaziale K-1 (The Human Duplicators), regia di Hugo Grimaldi (1965)
- Il caro estinto (The Loved One), regia di Tony Richardson (1965)
- La ragazza yè yè (The Swinger), regia di George Sidney (1966)
- La forza invisibile (The Power), regia di Byron Haskin (1968)
- Sette uomini e un cervello, regia di Rossano Brazzi (1968)
- Charley e l'angelo (Charley and the Angel), regia di Vincent McEveety (1973)
- The Photographer, regia di William Byron Hillman (1974)
- Won Ton Ton, il cane che salvò Hollywood (Won Ton Ton: The Dog Who Saved Hollywood), regia di Michael Winner (1976)

### Televisione
- Studio One – serie TV, episodio 6x11 (1953)
- Armstrong Circle Theatre – serie TV, episodio 5x10 (1954)
- Center Stage – serie TV, episodio 1x09 (1954)
- The Mask – serie TV, episodio 1x01 (1954)
- The Philco Television Playhouse – serie TV, episodio 6x24 (1954)
- The United States Steel Hour – serie TV, episodio 1x17 (1954)
- Danger – serie TV, episodio 5x32 (1955)
- Chevron Hall of Stars – serie TV, un episodio (1956)
- It's a Great Life – serie TV, episodi 2x29-2x32 (1956)
- The Bob Cummings Show – serie TV, 3 episodi (1956-1958)
- Matinee Theatre – serie TV, episodio 3x62 (1957)
- L'uomo ombra (The Thin Man) – serie TV, episodi 1x14-2x12 (1957-1959)
- Climax! – serie TV, episodio 4x30 (1958)
- Dragnet – serie TV, episodio 8x03 (1958)
- Love That Jill – serie TV, 13 episodi (1958)
- Maverick – serie TV, episodio 1x15 (1958)
- The Jack Benny Program – serie TV, 4 episodi (1958-1960)
- The Red Skelton Show – serie TV, 4 episodi (1958-1960)
- Gli intoccabili (The Untouchables) – serie TV, episodi 1x00-1x01 (1959)
- The Dennis O'Keefe Show – serie TV, episodio 1x10 (1959)
- The Real McCoys – serie TV, episodio 3x11 (1959)
- Westinghouse Desilu Playhouse – serie TV, episodi 1x20-1x21 (1959)
- Carovana (Stagecoach West) – serie TV, episodio 1x06 (1960)
- Ai confini della realtà (The Zone) – serie TV, episodio 2x17 (1961)
- I detectives (The Detectives) – serie TV, episodio 2x33 (1961)
- General Electric Theater – serie TV, episodio 9x24 (1961)
- Miami Undercover – serie TV, episodio 1x18 (1961)
- Michael Shayne – serie TV episodio 1x26 (1961)
- Westinghouse Playhouse – serie TV, episodio 1x23 (1961)
- The Dick Powell Show – serie TV, episodio 1x29 (1962)
- Fred Astaire (Alcoa Premiere) – serie TV, episodio 2x17 (1963)
- Going My Way – serie TV, episodio 1x21 (1963)
- Grindl – serie TV, episodio 1x08 (1963)
- Sotto accusa (Arrest and Trial) – serie TV, episodio 1x02 (1963)
- The Beverly Hillbillies – serie TV, episodi 2x06-2x07 (1963)
- Vacation Playhouse – serie TV, episodio 1x07 (1963)
- The Crisis – serie TV, episodio 1x15 (1964)
- The Travels of Jaimie McPheeters – serie TV, episodio 1x25 (1964)
- Laredo – serie TV, episodio 1x07 (1965)
- Batman – serie TV, episodi 2x01-2x02 (1966)
- Selvaggio west (The Wild Wild West) – serie TV, episodio 1x20 (1966)
- La fattoria dei giorni felici (Green Acres) – serie TV, episodio 2x20 (1967)
- Agenzia U.N.C.L.E. (The Girl from U.N.C.L.E.) – serie TV, episodio 1x25 (1967)
- The Jackie Gleason Show – serie TV, episodio 2x11 (1967)
- Hawaii Squadra Cinque Zero (Hawaii Five-0) – serie TV, episodio 2x01 (1969)
- La famiglia Smith (The Smith Family) – serie TV, episodio 1x14 (1971)
- Love, American Style – serie TV, episodio 3x14 (1971)
- Doris Day Show (The Doris Day Show) – serie TV, episodio 4x09 (1971)
- Adam-12 – serie TV, 3 episodi (1971-1973)
- A tutte le auto della polizia (The Rookies) – serie TV, episodio 3x13 (1974)
- Squadra emergenza (Emergency!) – serie TV, episodio 4x12 (1974)

## Doppiatrici italiane
- Rita Savagnone in Un re per quattro regine, Pal Joey
- Flaminia Jandolo in Ossessione di donna, Charley e l'angelo
- Giuliana Maroni in Chi era quella signora?, La spiaggia del desiderio
- Miranda Bonansea in L'alibi era perfetto
- Ria Saba in Il giuoco del pigiama
- Rosetta Calavetta in Piombo rovente
- Rina Morelli in Quel tipo di donna